# Alfonso Pérez de Guzmán
Alonso Pérez de Guzmán, dit Guzmán el Bueno, est un capitaine espagnol, né à León le 	
24 janvier 1256 et mort à Gaucín le 19 septembre 1309. Il est le fils naturel de Pierre de Guzmán, gouverneur de la Castille. Il se distingua particulièrement sous le règne de Sanche IV, roi de Castille, et enleva aux Maures la ville de Tarifa (1293). 

## Biographie
Après son fait de gloire à Tarifa, Sanche IV le nomma rico hombre (grand de Castille) et gouverneur de la ville conquise. 
Mais il y fut assiégé par l'infant, don Juan, révolté contre son frère Sanche IV. Ce don Juan, qui avait en sa possession un des fils de Guzmán, menaça de l'égorger si le père ne rendait la place ; Guzmán répondit que, plutôt que de commettre une trahison, il lui prêterait lui-même un poignard pour tuer son fils, et il lui jeta sa dague par-dessus les murailles ; l'enfant fut égorgé, et don Juan fut battu et obligé de se retirer. Lope de Vega a célébré en beaux vers l'action héroïque de Guzmán. 
Ce général servit avec le même dévouement Ferdinand IV, successeur de Sanche IV, et la reine- mère Marie. Il enleva Gibraltar aux Maures en 1308 ; mais l'année suivante, il fut blessé mortellement dans une embuscade. 
Alonso de Guzmán est à l'origine de la lignée de l'illustre maison de Medina-Sidonia, qui s'éteignit vers 1770.